# 何顯榮
何顯榮（1943年—），台灣飛碟學家。以幽浮、古文明等研究著稱。

## 生平
成功大學土木研究所碩士畢業，曾任私人公司董事長、明新科技大學副教授、工業技術研究院副研究員、中華工程研究發展課長、主任工程師、台灣飛碟學會理事長。
自稱在1981年秋被一群外星生命接觸並被攻擊，在13日過後奇蹟復活。
認為人類文明發源地是台灣，由外星人協助建立，在太古時代稱為太陽帝國，也就是亞特蘭提斯；以及姆大陸就是台灣島、澎湖陸橋和琉球古陸三部分合成。並用以下等主張當證據：陽明山的七星山有座金字塔，是三至五萬年前由凱達格蘭族所留下的巨石文明，比埃及金字塔還早三到五千年；澎湖虎井嶼有座歷史超過萬年的古城；碧砂漁港上的老鷹石(因落石故,已被基隆市政府剷平)、鶯歌區的鶯歌石等也是巨石古文明遺跡。

## 著作
- 《台灣：人類文明原鄉》
- 《外星人之謎大公開》
- 《UFO目擊大追蹤-古代與近代UFO目擊真實紀錄》
- 《最初文明之地就是台灣》
- 《現代人來源大解密》
- 《發現外星人與佛菩薩的世界》
- 《人類文明的母國就是台灣》

## 外部連結
- 何顯榮個人網站 （页面存档备份，存于）